# كومبيت.كوم
موقع كومبيت.كوم أو ما يعرف بالإنجليزية compete هو موقع الكترونى يصدر من الولايات المتحدة متخصص في تحليل مواقع الويب و يصدر تقرير عن أكثر المواقع زيارة في أمريكا اعتبارًا من 31 ديسمبر 2016 ، تم إيقاف تشغيل Compete.com ومنصة Compete PRO.